# Alhambra
Alhambra (arapski: Kelat al-hamra = Crveni grad) u Granadi je palača posljednjih muslimanskih vladara Španjolske – Maurskih Nasrida (1232. – 1492.), sagrađena uglavnom u 13. i 14. stoljeću; jedina islamska srednjovjekovna palača koja je ostala nedirnuta. Svojim arabesknim ukrasima, ova elegantna građevina od drveta, žbuke i štuka je kompleks neodoljive dražesti. Od 1984. je na UNESCOvom popisu svjetske kulturne baštine.

## Povijest
Granada je oduvijek bila poznata po bogatim izvorima vode i mjesto vrtova. Početkom 13. stoljeća (1238. godine), muslimanski vladar, osnivač dinastije Nasrida, započeo je kompleks na mjestu pred-dinastijske utvrde. Njegovi nasljednici su je do 14. stoljeća znatno proširili.
Kršćanskim osvajačima koncem 15. stoljeća, Alhambra u Granadi je bila pojmom luksuza. Alhambra je ostala neoštećena jer je predstavljala slom islamskog kraljevstva od pobjedonosnih kršćanskih kraljeva koji su je očuvali zbog spomeničkih, ali i estetskih vrijednosti.

## Osobitosti
Alhambra je doslovno mali grad koji se prostire oko 800 metara prateći vrh brežuljka koji gleda na Granadu. Uključivala je kraljevske odaje, portale, džamije, kupatila, odaje za sluge, vojne barake, štale, radionice, lijevaonicu i mnogobrojne vrtove.
Izvana izgleda kao golema tvrđava svijetlih zidova od pečene crvene opeke. No, unutrašnjost je raskošna palača preobilno ukrašenih prostorija, dvorišta i svečanih vrtova, a izvedena je u čudesno nepravilnom stilu muslimanskih palača. U Dvorani suda nalaze se zamršeni stalaktitni ukrasi – živahno obilje aplikacija od opeke.
Ispred nje se nalazi Lavlje dvorište (Platio de los Leones) s arkadama, koje odražavaju muslimansku ideju raja (perzijski: faradis). U dvorištu prska mramorni vodoskok okružen lavovima isklesanim od kamena (koji potječu od ranije utvrde), zidovi sjenovitih lađa obloženi su obojenim emajliranim pločicama (azulejos), fini stupovi podupiru stalaktitima isjeckane lukove. Nasridski vladar je mogao sjediti u miradoru (centralnoj zgradi) vrta i gledati unutra, a s druge strane zgrade cijelu plodnu dolinu kraljevstva Granade.
Zbog živahno obojenih i pozlaćenih ukrasa palače (višebojnih mramora, sjajnih pločica i lepršavog štuko ornamenta) svi paviljoni i dvorišta izgledaju prozračno i nestvarno (ali imaju i izvrsnu akustiku).
Ostali dijelovi kompleksa su:
| - Džamija s Mirtinim dvorištem (Platio des Arrayanes), - Dvorana barke - Ambasadorska dvorana - Kupalište - Kraljičin budoar | - Lindarajin vrt - Dvorana dviju sestara - Dvorana Abencerrajesa (Palača lavova) - Palaču Karla V., započetu 1527. godine, gradio je Pedro machuca u samoj Alhambri, i u izvanredno je čistom klasičnom stilu, kao da objavljuje pobjedu tog kršćanskog kralja nad Maurima. |

- Stalaktitna (mocárabe) kupola Dvorane suda
- Lavlje dvorište
- El mirador de Lindaraja
- Detalj arabeske
- Mocárabe kapela dvorane Abencerragesa